# Alfred W. Crosby
Alfred W. Crosby, född 15 januari 1931 i Boston, Massachusetts, död 14 mars 2018 på Nantucket, Massachusetts, var en amerikansk miljöhistoriker.
Crosby är kanske främst känd för boken Den ekologiska imperialismen. I boken använder Crosby sig biologiska och geografiska förklaringar för att påvisa varför européer med relativ lätthet lyckades erövra stora delar av världen under de senaste femhundra åren. Crosby var professor emeritus i historia, geografi och amerikanska studier vid University of Texas i Austin.